# Antonino Spadaccino
Antonino Spadaccino, noto anche con il solo prenome Antonino (Foggia, 9 marzo 1983), è un cantante italiano, divenuto noto nel 2004 in seguito alla partecipazione alla quarta edizione del talent show Amici di Maria De Filippi dove si è classificato primo, vincendo anche il premio della critica.
Nel corso degli anni ha vinto il Premio Lucio Battisti e si è classificato primo al Festival Internazionale della Musica. Vince anche l'Amici-Tezenis "Io Ci Sono". Nel novembre 2022 vince la dodicesima edizione di Tale e quale show.

## Biografia

### Gli inizi
Si avvicina alla musica grazie al padre, imparando a cantare da autodidatta. Nel 2000 inizia la gavetta artistica partecipando a vari concorsi canori.

### La vittoria diAmicie i primi album
Dopo tre anni di provini, nel 2004 entra a far parte della classe di Amici di Maria De Filippi, nella categoria Canto. Ben presto viene apprezzato per le sue doti canore e colleziona una serie di importanti duetti con Gino Paoli, Ornella Vanoni, Lucio Dalla, Grazia Di Michele, Michael Bublé e Ricky Fanté. Alla fine della competizione Antonino vince il programma televisivo.
Durante la partecipazione ad Amici, prende parte insieme a Gigi d'Alessio alla quarta serata del Festival di Sanremo 2005, dove si esibisce col brano L'amore che non c'è.
Nell'estate dello stesso anno incontra il manager Mario Lavezzi, grazie al quale, nel novembre dello stesso anno, pubblica il primo singolo Ce la farò, che arriva fino alla terza posizione dei singoli più venduti in Italia, ottenendo il disco d'oro con 15 000 copie.
Nel 2006 pubblica il primo album, Antonino, da cui viene estrapolato il singolo Un ultimo brivido. Nel 2006 viene estratto dall'album il singolo Nel mio segreto profondo. A gennaio del 2008 esce il suo secondo album, Nero indelebile, che contiene il singolo Resta come sei, a cui segue un secondo tour durante l'estate. Nello stesso anno il cantante si aggiudica anche il Premio Lucio Battisti come miglior cantante emergente.

### I festival internazionali eCostellazioni
Il 16 maggio 2009 partecipa ad Amici - La sfida dei talenti, trasmesso il 16 giugno. Nel settembre 2009 ottiene la vittoria al Festival Internazionale della Musica - Golden Stag (Cerbul de Aur) a Brașov, in Romania. Sempre nel 2009, insieme a Silvia Mezzanotte, Leda Battisti e Daniele Stefani, Antonino incide Sarai, singolo benefico in memoria di Tommaso Onofri. Nel luglio dell'anno seguente Antonino prende parte e vince il Festival internazionale della Musica di Çeşme, in Turchia.
Nel marzo del 2011 vince il concorso Io Ci Sono, indetto da Amici di Maria De Filippi, ottenendo il diritto alla pubblicazione di un album di inediti prodotto dalla casa discografica Non Ho L'età, di Mara Maionchi. Il brano con il quale ha vinto il concorso è Amore surreale che porta la firma di Federica Camba. L'11 ottobre 2011 viene pubblicato l'album Costellazioni, anticipato dai singoli Costellazioni il 1º luglio e Chi sono il 5 ottobre. Il 31 dicembre delle edizioni 2008, 2009 e 2011 è ospite del Capodanno di Rai 1 L'anno che verrà.

### Il ritorno adAmici "Big"eLibera quest'anima
Il 27 marzo 2012 viene pubblicato il quarto album Libera quest'anima, prodotto dalla casa discografica Non ho l'età, che raggiunge la posizione numero 19 della classifica italiana, mentre il singolo Ritornerà raggiunge la posizione numero 31.
Dal 31 marzo 2012 partecipa all'undicesima edizione del programma Amici di Maria De Filippi, all'interno di una competizione dedicata agli ex concorrenti. Viene eliminato durante la seconda manche della seconda puntata, per poi rientrare grazie al ripescaggio, risultando terzo nella classifica preceduto da Annalisa e Valerio Scanu. Nuovamente eliminato, rientra nel successivo ripescaggio il 5 maggio; in quell'occasione presenta il suo secondo singolo, Resta ancora un po', scritto dalla cantante Emma. Il singolo debutta alla posizione numero 17 della classifica italiana e successivamente raggiunge la posizione numero 6. Viene eliminato definitivamente in Semifinale all'Arena di Verona e si classifica al quinto posto.
Nel 2013 è autore assieme a Salvator Gabriel Valerio e Roberto Cardarelli della canzone Chimera, inserita nell'album Schiena di Emma.

### La pista, il contratto con la Universal eNottetempo
Dal 28 marzo al 25 aprile 2014 partecipa in qualità di coach nel programma televisivo La pista di Flavio Insinna, in onda in prima serata su Rai 1.
Il 25 marzo 2016 torna con un nuovo singolo Ali nere, che anticipa l'album Nottetempo. Nello stesso anno vince insieme alla cantante Emma la prima edizione di Bake Off Italia Celebrity Edition.
Il 24 luglio 2018 partecipa alle audizioni della quindicesima stagione della versione inglese di The X Factor, ricevendo i complimenti di Simon Cowell.

### Christmase le vittorie a Tale e quale show
Nel 2020, in occasione del periodo natalizio, pubblica l'EP Christmas.
Nel 2022 partecipa alla dodicesima edizione di Tale e quale show, classificandosi primo e vincendo il talent show con successo. Partecipa anche all'undicesima edizione del torneo, vincendo nuovamente, e alla dodicesima, arrivando secondo. Vince anche la terza edizione di Natale e quale show il 18 dicembre 2023.

## Vita privata
Il 20 aprile 2016 fa coming out dichiarando la sua omosessualità.

A tal proposito, in una intervista per SuperGuidaTV, a proposito del suo coming out e sui pregiudizi della gente, ha dichiarato: 

## Discografia

### Album in studio
- 2006 – Antonino
- 2008 – Nero indelebile
- 2012 – Libera quest'anima
- 2016 – Nottetempo

### EP
- 2011 – Costellazioni
- 2020 – Christmas

### Singoli
- 2005 – Ce la farò
- 2006 – Un ultimo brivido
- 2006 – Nel mio segreto profondo
- 2008 – Resta come sei
- 2010 – Freedom
- 2011 – Costellazioni
- 2011 – Chi sono
- 2012 – Ritornerà
- 2012 – Resta ancora un po'
- 2016 – Ali nere
- 2016 – Gira
- 2020 – O Holy Night
- 2020 – Have Yourself a Merry Little Christmas (feat. Emma)
- 2023 – Comunque sia
- 2023 – Roma d'estate
- 2023 – All In

## Videografia

### Video musicali
| Anno | Titolo                   | Regista/i                           |
| ---- | ------------------------ | ----------------------------------- |
| 2006 | Un ultimo brivido        | Valentina Bersiga, Gaetano Morbioli |
| 2006 | Nel mio segreto profondo |                                     |
| 2008 | Resta come sei           | Gaetano Morbioli                    |
| 2009 | Sarai                    |                                     |
| 2011 | Costellazioni            | Paolo Marchione                     |
| 2011 | Chi sono                 | Cicciotun S.r.l.                    |
| 2012 | Ritornerà                | Alessandro Guida                    |
| 2012 | Resta ancora un po'      | Alessandro Guida                    |
| 2016 | Ali nere                 | Luisa Carcavale                     |
| 2016 | Gira                     | Luca Tartaglia, Fabrizio Conte      |
| 2018 | Wake Up Call             | Luca Spreafico                      |
| 2020 | O Holy Night             | Lorenzo Catapano                    |
| 2023 | Comunque sia             | Federico Papagna, Lorenzo Gargiulo  |
| 2023 | Roma d'estate            | Alessandro Scerbo                   |

## Televisione
- Amici di Maria De Filippi (Canale 5, 2004-2005; 2009, 2012) Concorrente, concorrente big
- La pista (Rai 1, 2014) Coach
- Bake Off Italia Celebrity Edition (Real Time, 2016) Concorrente
- Tale e quale show (Rai 1, 2022) Concorrente
- Tale e quale show - Il torneo (Rai 1, 2022-2023)  Concorrente
- Natale e quale show (Rai 1, 2022-2023) Concorrente

## Premi e riconoscimenti
2005
- Premio primo classificato nella quarta edizione di Amici di Maria De Filippi[1]
- Vincitore del premio della critica ad Amici di Maria De Filippi[1]

2006
- Miglior Cantante Emergente al Premio Lucio Battisti[2]

2009
- Primo classificato al Festival Internazionale della Musica - Golden Stag (Cerbul de Aur) a Brașov[3]

2010
- Primo classificato al Festival Internazionale della Musica di Çeşme con il brano Freedom[2]

2011
- Primo classificato al concorso Amici-Tezenis "Io Ci Sono", premiato con un contratto discografico con l'etichetta indipendente Non ho l'età[4]

2016
- Vincitore della prima edizione di Bake Off Italia Celebrity Edition in coppia con Emma

2022
- Vincitore del premio Mia Martini